# Ararendá
Ararendá är en kommun i Brasilien.   Den ligger i delstaten Ceará, i den östra delen av landet, 1 500 km nordost om huvudstaden Brasília. Antalet invånare är 10 500.
Omgivningarna runt Ararendá är huvudsakligen savann. Runt Ararendá är det ganska glesbefolkat, med 21 invånare per kvadratkilometer.